# Jacques Berenguer
Jacques René Berenguer, detto Jacki (Saint-Maigrin, 27 ottobre 1936 – Nizza, 14 dicembre 1988), è stato un criminale francese, fondatore dell'organizzazione malavitosa romana denominata Clan dei marsigliesi, attiva in Italia nel corso degli anni settanta.

## Biografia

### L'arrivo a Roma
Malavitoso di alto livello, ricercato dalle polizie di mezzo mondo sin dagli anni sessanta, Berenguer fece il suo arrivo a Roma nel 1971. Accusato dell'omicidio di una prostituta e sospettato nel 1972 di aver ucciso con quattro colpi di pistola il pregiudicato tunisino Gaspard Orland, ritrovato poi fuori dai cancelli dell'ospedale San Giovanni, è costretto alla fuga dalla capitale.
Arrestato a Genova, nel 1973, inscenò una protesta di 96 ore sul tetto del carcere per sollecitare la concessione della libertà provvisoria. Liberato, in quello stesso anno, si trasferisce di nuovo a Roma dove giunse con la notorietà di un grande malavitoso e riuscì a introdursi ben presto nella malavita capitolina, prendendo contatti con i più noti criminali della città. In particolare, però, Berenguer strinse amicizia con l'altro marsigliese Albert Bergamelli e con il bresciano Maffeo Bellicini con i quali mise in piedi un gruppo criminale conosciuto come La banda delle tre B e, più tardi, come il Clan dei marsigliesi.

### Il Clan dei marsigliesi
Specializzati inizialmente in rapine a mano armata e nel traffico di stupefacenti, attraverso una serie di sequestri di persona, la banda diventerà un'autentica industria del crimine.
Il 22 febbraio del 1975, si resero responsabili di una rapina all'interno dell'ufficio postale di Piazza dei Caprettari a Roma risoltosi con un magro bottino di sole 400.000 lire e con l'uccisione dell'agente Giuseppe Marchisella.
L'ascesa dei Marsigliesi raggiunse i massimi livelli attraverso una serie di sequestri di persona che frutteranno loro un bottino totale di circa 4 miliardi. Il 13 marzo 1975, rapiscono Gianni Bulgari, erede di una delle più famose gioiellerie del mondo, che verrà rilasciato dopo un mese di prigionia dietro il pagamento di un riscatto.
Tra il giugno e l'ottobre del 1975 sequestrano l'imprenditore Amedeo Maria Ortolani e il re del caffè Alfredo Danesi, entrambi rilasciati, rispettivamente, dopo undici e venti giorni sempre dietro pagamento di un riscatto.
Grazie all'inchiesta portata avanti dal magistrato romano Vittorio Occorsio, le serie di reati della banda venne interrotta con gli arresti, da parte delle forze dell'ordine, dei più importanti boss.
Berenguer riuscì a fuggire a New York dove venne poi catturato nel 1980 ed estradato in Italia.
Il 25 febbraio del 1981, per la rapina di piazza dei Caprettari, venne condannato all'ergastolo e giocò la strada della semi-infermità mentale. Nonostante la falsa perizia del criminologo Aldo Semerari, restò comunque in carcere mettendo fine alla propria attività criminale. Venne ucciso in carcere a Nizza nel 1988.